# دائرة قلعة بوصبع
دائرة قلعة بوصبع  من أهم دوائر ولاية قالمة حيث تضم 06 بلديات هي: بومهرة أحمد، جبالة لخميسي، بني مزلين، بلخير، النشماية بالإضافة إلى بلدية قلعة بوصبع مقر الدائرة.